# 信仰の寓意
『信仰の寓意』（しんこうのぐうい、蘭: Allegorie op het geloof、英: The Allegory of Faith）は、オランダ黄金時代の画家ヨハネス・フェルメールが1670年から1672年ごろに描いた絵画。1931年以来、ニューヨークのメトロポリタン美術館が所蔵している 。
1666年から1667年ごろに描かれた『絵画の寓意』ともよばれる『絵画芸術』とともに、フェルメールが描いた現存する二点の寓意画のうちの一つである。当時の絵画ジャンルの優劣を表す「ジャンルのヒエラルキー (Hierarchy of genres）」では歴史画に分類される作品で、室内に一ないし二人の人物が配された、フェルメールの典型ともいえる構成の作品である。『信仰の寓意』と『絵画芸術』は使用されている透視図法がほとんど同じであり、画面左には下部がまとめられた多色使いのタペストリが配されているなど、よく似た構成の作品となっている。さらに『絵画芸術』にはルネサンス期の美術学者チェーザレ・リーパ (Cesare Ripa) に由来する文芸の女神クリオの寓意も描かれている。また、フェルメールの『恋文』にも『信仰の寓意』とよく似た、金飾りがあしらわれた羽目板が描かれている。『信仰の寓意』と『絵画芸術』には、他のフェルメールの絵画とは作風と目的に明確な相違が見られる。どちらも複雑な寓意に満ちた作品といえるが、『信仰の寓意』では「普段フェルメールが重視していた自然主義的描写ではなく、別の手法で作品を描きあげるために様式的描写が選ばれている」とされている。『絵画芸術』は人物もポーズも自然主義的な素朴な表現で描かれているが、『信仰の寓意』の人物像はバロック的な劇的表現で描かれている。

## 技法
金の縁取りがなされた、鮮やかな白と青のサテンドレスを身にまとう女性が描かれている。女性は白と黒の大理石が敷き詰められた床に置かれた壇上に座り、右足は地球儀に、右手は胸元に置かれている。女性の視線は上を向き、天井から青いリボンで吊り下げられたガラス玉をうっとりと見つめている。左腕は、杯、大きな書物、木製のキリスト磔刑像が置かれたテーブルの端にかけられている。磔刑像の背後には金飾りが施された皮製のパネルがある。書物の下には司祭が着用するストラのような、細長い布が見える。テーブルの足元にはいばらの冠がある。これらはすべて、床に縁が垂れかかった緑と黄のラグに覆われた壇上に置かれている。女性の左脚元の床にはリンゴが転がり、画面左手前には石に押し潰されたヘビが描かれている。女性の背後の薄暗い壁にはキリスト磔刑を描いた大きな絵画が掛けられている。画面最左部の観覧者にもっとも近い位置には、下部が寄せられた多色使いのタペストリが描かれている。青い布が置かれた椅子が、このタペストリの背後、押し潰されたヘビの左横に見える。

## 寓意

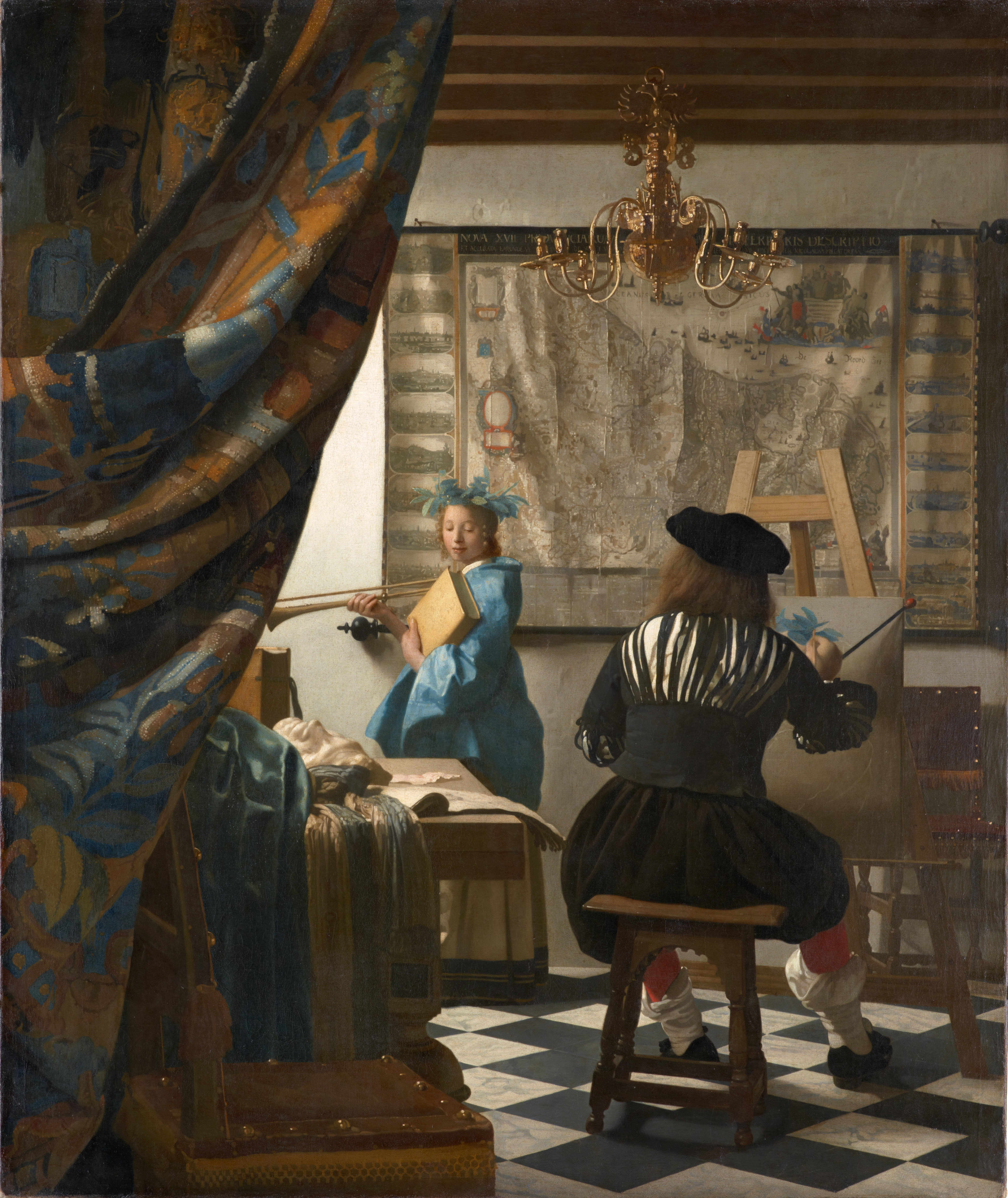
『絵画芸術』（1666年 - 1667年頃）
美術史美術館（ウィーン）

### 『イコノロジア』からの寓意
フェルメールが絵画に表現した寓意は、イタリア人美術学者チェーザレ・リーパが著した寓意画集で、1644年にD.P.ペルスがオランダ語に翻訳した『イコノロジア (Iconologia overo Descrittione Dell’imagini Universali cavate dall’Antichità et da altri luoghi)』に多くを負っている。フェルメールはこの『イコノロジア』からさまざまな記述と図像を採用しているほか、ほかの書物や伝統的な寓意表現も作品に取り入れた。『イコノロジア』には信仰を意味する寓意人物像が4点記されており、そのうち2点がこの『信仰の寓意』に表現されている。例えば女性の衣服の配色、手の仕草、リンゴ、押し潰されたヘビなどである。
リーパはその著書で、美徳の中でも信仰がもっとも重要であるとしている。『イコノロジア』では信仰を象徴するのは女性像で、身にまとう衣装は輝きと純潔を示す白と、天国を意味する青である。胸元には手が添えられており、これは信仰が心にあることを象徴している。キリストは、キリスト教義で悪魔を意味するヘビを押し潰す石として表現され、リンゴは『旧約聖書』中でイヴがアダムに与えた禁断の果実から、その救いのために救世主の犠牲が必要とされた原罪を意味する。リーパは信仰を「足下に世界を従えるもの」と記述しており、フェルメールは『信仰の寓意』でこの記述どおりに女性の右脚下に地球儀を配している。この地球儀には独特の楕円形の意匠（カルトゥシュ (en:Cartouche (design)) が描かれており、この意匠から、15世紀のオランダ人版画家で地図の制作を得意としたヘンリクス・ホンディウス (en:Henricus Hondius II) 作の地球儀だと考えられている。

### 『イコノロジア』以外からの寓意

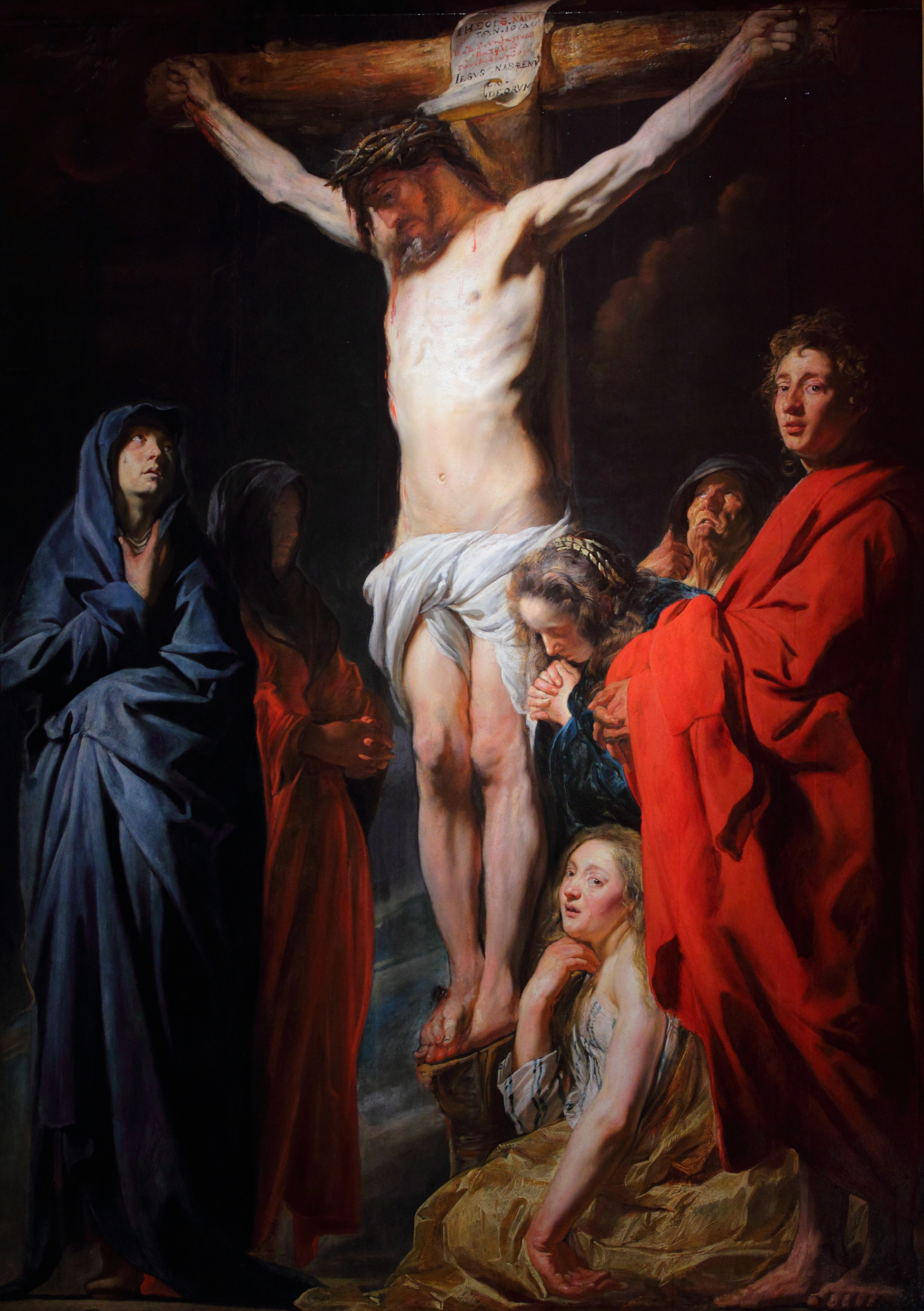
ヤーコブ・ヨルダーンスが描いた『キリスト磔刑』（1620年頃）
レンヌ美術館（レンヌ）

『イコノロジア』には、『信仰の寓意』に描かれているキリスト磔刑像、キリスト磔刑画、ガラスの球体に関する直接の言及は存在しない。その他にフェルメールが『イコノロジア』に記載されている内容から変更しているものとして、『イコノロジア』では杯を女性が持ち、書物の上に手を置いているのに対し、フェルメールはこれらを女性の隣にあるテーブルの上に描いている。メリーランド大学の研究員で、ワシントンのナショナル・ギャラリー・オブ・アートで開催されたフェルメールの展覧会でキュレータを勤めたアーサー・ウィーロックは、「『イコノロジア』には記述がない聖餐におけるさまざまなイメージの寄せ集め」としている。薄暗い背景に浮かび上がる黄金の杯と、鮮やかな金飾りが施されたパネルの前に置かれた暗色のキリスト磔刑像が、この作品では非常に目立っている。ウィーロックとメリーランド大学での教え子クイント・グレゴリーは、杯と磔刑像の背景パネルとのわずかな重なりがカトリック教義における「精神領域と肉体領域の橋渡しという聖餐の役割を象徴している」と考えている。セレナ・カントは、杯と磔刑像がカトリックのミサを意味しているとしている。
右手を胸元に置いて上方を見つめる女性のポーズは『イコノロジア』の神学の図とよく似ている。このような構図はオランダ絵画ではあまり例がなく、当時ホランドにも所蔵されていたイタリア人画家グイド・レーニの作品に見られるように、イタリア絵画でよく用いられていた構図であるため、フェルメールはイタリア絵画にも造詣が深かったと考えられている。ウィーロックは『信仰の寓意』のテーブルの上に置かれた金属の留め金がついた大きな書物は『聖書』だとしているが、メトロポリタン美術館のウェブサイトではカトリックのミサ典礼書 (en:Roman Missal) ではないかとされている。
『信仰の寓意』に描かれている寓意はカトリック教義のものだけではく、イエズス会教義からの影響を強く受けているという説がある。『イコノロジア』で言及されている『旧約聖書』のエピソードで、キリスト磔刑の予兆ともいわれる「イサクの犠牲」から、フェルメールはイサクが神に捧げた羊をキリストそのものに置き換えた形で表現しており、これはイエズス会では非常に重要な教義である。また、背景に描かれた『キリスト磔刑像』は、フランドルの画家ヤーコブ・ヨルダーンス（1593年 - 1678年）が1620年ごろに描いた『キリスト磔刑』をもとにしている。フェルメールはこの『キリスト磔刑』の模写を所蔵していたのである。フェルメールが死去したときの遺産目録に「十字架に架かるキリストを描いた大きな絵画」という記述が残されている。そのほかフェルメールの遺産目録に記されている遺品で『信仰の寓意』に描かれていると考えられているものに、台所に飾られていた「金細工が施された皮の壁掛け」と「黒檀の磔刑像」がある。
女性が見つめるガラスの球体もイエズス会からの影響だとされている。バロック美術を専門とする美術史家エディ・デ・ヨングは、フェルメールはイエズス会派のウィレム・ヘシウスが1636年に出版した寓意画集『Emblemata sacra de fide, spe, charitate』から、このガラスの球体を持ち込んだとしている。この寓意画集には魂を象徴する羽を持った少年が、十字架と太陽を反射してきらめく球体を掲げている図像が掲載されている。この図像に添えられた詩文には、世界を映し出す球体は神を信じる心と同一であると書かれている。セレナ・カントはこの球体を「人間の心の無限性の象徴である」としている。
カントは、女性が身につけている真珠の首飾りは、おそらくは処女性の古来からの象徴だとする。また、女性が身に浴びている光はこの女性が持つ内面の美しいきらめきを表現していると考えられている。さらに、美術史家ワルター・リトケは、この女性が特定の誰かを描いているのではなく、純粋な象徴であることを観る者に強く印象付ける効果を、この光がもたらしているとしている。

## 評価
多くの美術史家が『信仰の寓意』を、フェルメールとしてはあまり出来の良くない作品であるとしている。カントは「生硬かつ不安定で、説得力に欠ける。女性像も不自然で、衣装は精緻に描かれているが精神世界の象徴としてはあまりに世俗的であり、精神的歓喜を表現するには堅苦しすぎる。無理にこじつけられた造詣がこの女性の印象を不自然な存在に貶めている」としている。
ウィーロックは「写実性を追及するフェルメールの姿勢が、逆にこの作品の寓意性を歪めている。『信仰の寓意』に描かれた、恍惚とした女性のポーズ、押し潰されたヘビといったモチーフの象徴性は、このオランダ絵画特有の画面構成とは調和していない」としている。このウィーロックの指摘に対してワルター・リトケは、フェルメールが写実性を求めているのは主に地球儀とガラスの球体だけだと反論した。さらにリトケは、フェルメールと同時代のオランダ人画家であるアドリアン・ハンネマン (en:Adriaen Hanneman) の『平和の寓意』（1664年）などの抽象絵画と比較すると明らかに優れているとし、カレル・デュジャルダン (en:Karel Dujardin) の『時と羨望を超越する不朽の芸術の寓意』（1675年）、ハブリエル・メツーの『正義の勝利』（1650年代）、アドリアーン・ファン・デ・フェルデの『受胎告知』（1667年）、さらにはヘラルト・ファン・ホントホルスト、キャリア初期のヘラルト・デ・ライレッセらの気取ったわざとらしい作品に比べると、フェルメールの作品ははるかに抑制されたものであると主張している。

## 来歴
ウィーロックは、フェルメールが『信仰の寓意』に盛り込んだ寓意や象徴は依頼主からの詳細な指示があったわけではなく、フェルメール自らが選んだものだと推測している。依頼主は伝わっていないが、おそらくはデルフト在住のカトリック教徒、あるいはイエズス会教徒ではないかと考えられている。メトロポリタン美術館のウェブサイトでは、描かれている象徴物はフェルメールと依頼主とが相談して決めたもので、カトリック教徒からの個人的な依頼で描かれたのではないかとなっている。
『信仰の寓意』は、フェルメールの最大のパトロンであるピーテル・クラースゾーン・ファン・ライフェン (1624年 - 1674年) が所有していたフェルメールの絵画にはおそらく含まれていなかった作品である。ファン・ライフェンから絵画を受け継いだ女婿のヤコブ・ディシウスの死後、1696年に開催されたオークションに出品された21点のフェルメールの作品にも、『信仰の寓意』は存在していなかった。記録に残る最初の所有者は、郵便局長でプロテスタント信者のヘルマン・ストッフェルス・ファン・スウォル（1632年 - 1698年）である。スウォルは美術品収集に精通した人物で、1656年の結婚式で新郎介添人で有名なコレクターでもあったヘリット・レインストからの祝いとして『信仰の寓意』が贈られた。スウォルが死去した一年後の1699年に『信仰の寓意』は、他のコレクションとともにアムステルダムでオークションにかけられた。このオークションの目録には「深い意味がこめられた座る女性像、『新約聖書』を題材としている」「力強く、生き生きとした作品」という説明がなされている。その後の所有者は不明だが、1718年にアムステルダムで再度オークションに出品されている。さらに1735年に「巧妙かつ精緻な絵画」として、1749年には「エグロン・ファン・デル・ネールと同じくらい素晴らしい」絵画として、それぞれオークションにかけられている。これらのオークションでの『信仰の寓意』につけられた値段で、フェルメールの作品に対する評価の移り変わりが判断できる。1699年の400フローリン、1718年の500フローリン、1735年の53フローリン、1749年の70フローリンが、それぞれのオークションにおける落札価格だった。
19世紀初頭には、おそらくオーストリアに所蔵されていた。これは19世紀のオーストリア人画家フェルディナント・ゲオルク・ヴァルトミュラー が1824年に描いた肖像画の背景に、『信仰の寓意』が描かれているためである。地図製作者とその妻を描いたこの肖像画には、オーストリア最西部のフォアアールベルクとチロルを中心とした地図も描かれており、『信仰と寓意』がこれらの地域に所蔵されていたと考えられている。1900年の終わりごろにはフェルメールではなくエグロン・ファン・デル・ネールと誤った同定をされて、モスクワのコレクターが所蔵していた。1899年に画商ヴェヒトラーがベルリンで売りに出し、同年にオランダ人美術史家であり収集家のアブラハム・ブレディウスが700ドイツマルクで購入している。当時のオランダの新聞は「エグロン・ファン・デル・ネールの『新約聖書』とされていた絵画は、フェルメールの新たな真作だった。ブレディウス博士の優れた鑑識眼が、バーゲン価格でフェルメールを買い取った」とブレディウスの功績を賞賛している。その後ブレディウスは『信仰の寓意』をマウリッツハイス美術館に24年間貸与し、さらに1923年からロッテルダムのボイマンス・ヴァン・ベーニンゲン美術館に貸与した。
ブレディウス自身は『信仰の寓意』を気に入ってはおらず、1907年にはこの作品を「大きな、不愉快な気分にさせるフェルメール」と称している。そして、1928年に画商クラインベルガーを通じて、ニューヨークのマイケル・フリードサムに『信仰の寓意』を売却した。さらにフリードサムの遺言に従って1931年にメトロポリタン美術館に遺贈され、以来『信仰の寓意』はメトロポリタン美術館が所蔵している。